# Leptogaster collata
Leptogaster collata là một loài ruồi trong họ Asilidae. Leptogaster collata được Martin miêu tả năm 1964. Loài này phân bố ở vùng nhiệt đới châu Phi.